# Alliance Graphique Internationale
De Alliance Graphique Internationale (AGI) is een internationale vereniging van toonaangevende grafisch ontwerpers en vormgevers.

## Achtergrond en geschiedenis
Het doel van de vereniging is zich te engageren voor humane visuele communicatie en voor innovatie in vormgeving, typografie en massamedia. De eerste expositie van AGI werd in 1955 gehouden in Parijs.
AGI heeft ongeveer 350 leden in 27 landen. Het bestuur werd in 1969 verplaatst naar Zürich. De belangrijkste actie van de vereniging is het jaarlijkse congres dat elk jaar in een ander land gehouden wordt.
AGI werd opgericht door Donald Brun, Fritz Bühler, Jean Colin, Jacques Nathan Garamond en Jean Picart Le Doux van wie de eerste twee uit Zwitserland en de laatste drie uit Frankrijk afkomstig zijn. De feitelijke oprichting vond in 1952 plaats in Parijs met 65 leden.

## Leden

### Internationale leden (selectie)
- Jean Carlu (Frans, 1900-1997)
- Jean Picart Le Doux (Frans, 1902-1982)
- Fritz Bühler (Zwitsers, 1909-1963)
- Donald Brun (Zwitsers, 1909-1999)
- Jacques Nathan Garamond (Frans, 1910-2001)
- Jean Colin (Frans, 1912-1982)
- Henryk Tomaszewski (Pools, 1914-2005)
- Jacques Richez (Frans, 1918-1994)
- Franciszek Starowieyski (Pools, 1930-2009)
- Matthew Carter (Brits, 1937)
- Pierre Bernard (Frans, 1942)
- Fons Hickmann (Duits, 1966)
- Reza Abedini (Iraans, 1967)

### Leden met een band met Nederland (anno 2025)
- Anthon Beeke
- Peter Bilak
- Erik van Blokland
- Michel De Boer
- Ben Bos
- Pieter Brattinga
- Koos Breen
- Dick Bruna
- Wim Brusse
- Alvin Chan
- Wim Crouwel
- Eva Dijkstra
- Bob van Dijk
- Gert Dumbar
- Heinz Edelmann
- Dick Elffers
- Liza Enebeis
- Loes van Esch
- Ben Faydherbe
- Nikki Gonnissen (Thonik)
- Joost Grootens
- Hansje van Halem
- Jost Hochuli
- Erik Kessels
- Max Kisman
- René Knip
- Jacques Koeweiden
- Sybren Kuiper
- Richard Boudewijn van der Laken
- Michael Lugmayr
- Paul Mijksenaar
- Ootje Oxenaar
- Lex Reitsma
- Marte Röling
- Tereza Rullerová
- Willem Sandberg
- Niels Schrader
- Ralph Schraivogel
- Jurriaan Schrofer
- Michiel Schuurman
- Vera van de Seyp
- Edo Smitshuijzen
- Swip Stolk
- Joost Swarte
- Simone Trum
- Jan Van Toorn
- Jelle Van der Toorn Vrijthoff
- Wout De Vringer
- Thomas Widdershoven (Thonik)
- Pepijn Zurburg